# Þorbjörn
Der Þorbjörn oder Þorbjarnarfell (transkribiert Thorbjörn, Thorbjarnarfell) ist ein vulkanischer Berg in Island. Er befindet sich auf der Halbinsel Reykjanes im Südwesten des Landes nicht weit vom Fischerort Grindavík und ist 243 Meter hoch.

## Vulkansystem Svartsengi
Þorbjörn selbst stammt aus der letzten Eiszeit und besteht aus Palagonit. Aber an seinen Hängen im Nordosten erkennt man Spuren aktueller Erdwärme. Das erklärt sich dadurch, dass er zum Hochtemperaturgebiet und Vulkansystem von Svartsengi gehört. Dieses Vulkansystem ist eines der bekanntesten von Island. Es speiste eines der ersten Geothermalkraftwerke des Landes und dadurch auch die weltberühmte Blaue Lagune, das geothermale Bad, das vom Geothermalkraftwerk mit heißem Wasser beliefert wird. Man sieht von hier den Berg direkt vor sich.

## Spuren der Plattenverschiebung
Von geologischem Interesse ist auch, dass der Berg gespalten ist und zwar nicht durch vulkanische Einflüsse, sondern über ihn verläuft ein schmaler Graben, der mit den Plattenverschiebungen auf Island in Zusammenhang steht.

## Tektonische Aktivitäten seit 2020
Ab 21. Januar 2020 wurden knapp westlich des Þorbjörn Bodenhebungen von 3 bis 4 mm täglich gemessen, die auf eine Magma-Ansammlung in wenigen Kilometern Tiefe hindeuten. Gleichzeitig ereigneten sich dort Schwarmbeben. Der Farbcode des Vulkan-Alarm-Systems für die Luftfahrt wurde für Reykjanes sicherheitshalber von Stufe Grün auf Gelb angehoben. Bis 6. Februar erreichte die Bodenhebung etwa 5 cm und dauerte weiter an, bei jedoch rückläufiger Bebenzahl. Nach vorübergehendem Stillstand Ende Februar setzte sich im März die Bodenhebung weiter fort, in allerdings reduziertem Maß, ebenso die Bebenaktivität.
Seit Ende 2023 berichtete der isländische Wetterdienst wieder über eine verstärkte vulkanische Aktivität im Vulkansystem Svartsengi, denen ab Dezember 2023 mehrere Ausbrüche in der direkten Umgebung des Þorbjörn folgten.